# Cubaanse Onafhankelijkheidsoorlog
De Cubaanse Onafhankelijkheidsoorlog (1895-1898) was de derde opstand in een reeks van drie die leidden tot de onafhankelijkheid van Cuba in 1898. Deze oorlog begon met het vertrek van een kleine armada uit Florida. 
Het bevrijdingsleger werd gevormd door José Martí, Máximo Gómez en Antonio Maceo en zette voet aan wal in de Oriente provincie. Er werd gestreden tegen de Spaanse koloniale overheersers. Gómez werd bevelhebber. 
In april 1898 verruimde de Cubaanse Onafhankelijkheidsoorlog door de tussenkomst van de VS die de Spanjaarden aanvielen in diverse landen: de Spaans-Amerikaanse oorlog. 
Er kwam een einde aan de schermutselingen door de Vrede van Parijs (1898). 

## Verloop
Na de Tienjarige Oorlog en de Kleine Oorlog (1879-1880) was het de derde bevrijdingsoorlog die Cuba vocht tegen Spanje.  
Het was de bedoeling dat de opstanden zouden starten in de steden op het eiland. José Martí had daartoe voorbereidingen getroffen. De opstanden ontstonden in februari 1895, maar enkel in de armere Oriente provincie waren ze succesvol. 
José Martí werd in mei 1895, kort na zijn aankomst, gedood in Dos Rios op 30 km van Santiago de Cuba.  
De Spanjaarden waren in de meerderheid en dreven de rebellen terug. De kansen op overwinning werden steeds kleiner totdat de Amerikanen in 1898 de strijd aanbonden met Spanje. De Spaanse-Amerikaanse oorlog speelde zich in West- en Oost-Indië af. 

## Reconcentrados
Om de rebbelen te bestrijden besloot de Spaanse gouverneur van Cuba de burgerbevolking naar de steden te drijven om de aanvoer van voedsel voor de rebellen onmogelijk te maken. Per spoor werden Cubanen van alle rassen in 1896-1897 gedeporteerd naar campos de concentración omgeven door prikkeldraad. Ondervoeding en verwaarlozing eisten meer dan honderdduizend doden. 

## Spaans-Amerikaanse Oorlog (1898)
In februari 1898 ontplofte de USS Maine in de haven van Havana. De Amerikanen dachten aan sabotage en de spanning liep hoog op. 
De situatie van de Cubaanse bevolking kwam ondertussen breed aan bod in de Amerikaanse pers. Om humanitaire reden werd op 26 maart 1898 door de VS een ultimatum gericht aan Spanje, wat leidde tot de oorlogsverklaring op 25 april 1898. Onuitgesproken maar doorslaggevend waren echter de territoriale ambities van de VS. 
De Spaans-Amerikaanse Oorlog eindigde met de Vrede van Parijs (1898). Cuba werd een  protectoraat van de Verenigde Staten en het Spaanse Rijk hield op te bestaan.

## Voetnoten
1. ↑  Annette Becker (2008). "La genèse des camps de concentration: Cuba, la guerre des Boers, la grande guerre de 1896 aux années vingt" in: Revue d'Histoire de la Shoah, vol. 119, p. 105. DOI:10.3917/rhsho.189.0101

- Gemeinsame Normdatei: 4302969-3
- Library of Congress Control Number: sh85034571
- Nationale Bibliotheek van Tsjechië: ph929434
- Nationale Bibliotheek van Israël: 987007535955105171